# Lézardrieux
Lézardrieux är en kommun i departementet Côtes-d'Armor i regionen Bretagne i nordvästra Frankrike. Kommunen ligger i kantonen Lézardrieux som tillhör arrondissementet Lannion. År 2022 hade Lézardrieux 1 632 invånare.

## Befolkningsutveckling
Antalet invånare i kommunen Lézardrieux
Referens:INSEE